# Monte Estância
Il monte Estância è un rilievo situato nella parte sud-orientale dell'isola di Boa Vista a Capo Verde. Con la sua altezza di 387 metri è il punto più alto dell'isola, e lo si può osservare da quasi ogni località dell'isola. L'Oceano Atlantico dista circa 4 km in direzione sud. Il rilievo è di origine vulcanica ed è interamente privo di vegetazione. 
Per le sue caratteristiche geologiche e geomorfologiche, il territorio è parte di un'area protetta con il titolo di Natural monuments, costituendo infatti un habitat naturale per diverse specie di volatili in via di estinzione.